# François Asselineau
François Asselineau (Paris, 14 de setembro de 1957) é um político francês e inspetor geral de finanças.
Asselineau foi membro do Reagrupamento pela França (RPF) e da União por um Movimento Popular (UMP, hoje Os Republicanos) antes de criar seu próprio partido político, a União Popular Republicana (UPR). Seu movimento promove a retirada unilateral da França da União Europeia, da Zona do Euro e da OTAN.
Considerado um "souverainista", ele também é visto por muitos observadores como um teórico da conspiração. O Arrêt sur images o descreve como "uma ala direita 'énarque', que limita com a extrema-direita".
Asselineau teve um relacionamento conturbado com a mídia, que ele repetidamente acusa de "censura" às suas ideias. Em sua crítica, ele inclui a Wikipedia francês, que tem considerado a ele, o suficientemente digno de nota para justificar uma página na enciclopédia. O ativismo dos seus apoiadores tentam aumentar a cobertura da mídia de Asselineau e a UPR tem-se notada por vários observadores.